# Gustave Lanson
Achille Alexandre Gustave Marie Lanson, né le 5 août 1857 à Orléans et mort le 15 décembre 1934 à Paris 14e, est un historien de la littérature et critique littéraire français qui encouragea une approche objective et historique des œuvres.

## Biographie

### Jeunesse et études

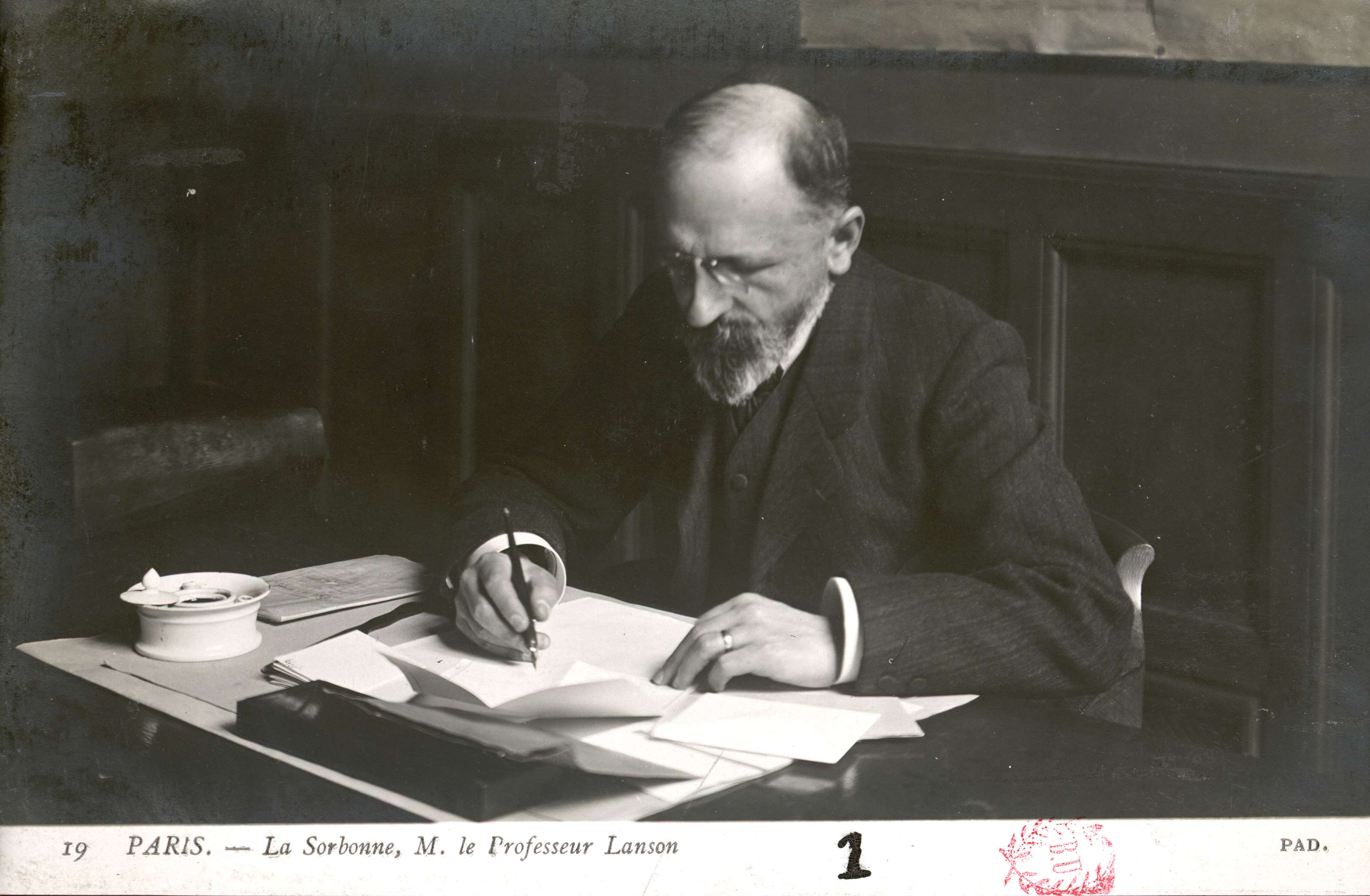
La Sorbonne. M. le professeur Lanson (Bibliothèque de la Sorbonne, NuBIS)

Gustave Lanson est reçu troisième à l'École normale supérieure en 1876. Il est agrégé de lettres en 1879.
Le 28 décembre 1887, il soutient ses deux thèses de doctorat ès lettres, à la Faculté de Paris. La première, en français, traite de Nivelle de la Chaussée et de la comédie larmoyante. La deuxième, en latin, traite du génie du poète Marcus Manilius.
Gustave Lanson est le fils de Louis Gustave Lanson, fabricant de gants, et d'Alexandrine Louise Marie Bonneau. Il épouse en 1888 Alice Caroline Legendre.

### Parcours professionnel
Une fois l'agrégation obtenue, Gustave Lanson est affecté comme professeur de rhétorique à titre provisoire au lycée de Bayonne (1879), au lycée de Moulins (1880) puis au lycée de Rennes (1881). Chargé, à titre suppléant, des fonctions de professeur de rhétorique au lycée de Toulouse (1882) puis chargé de rhétorique (1883), il est nommé professeur divisionnaire de 3e au lycée Charlemagne en 1886. La même année, il devient précepteur à la cour de Russie.

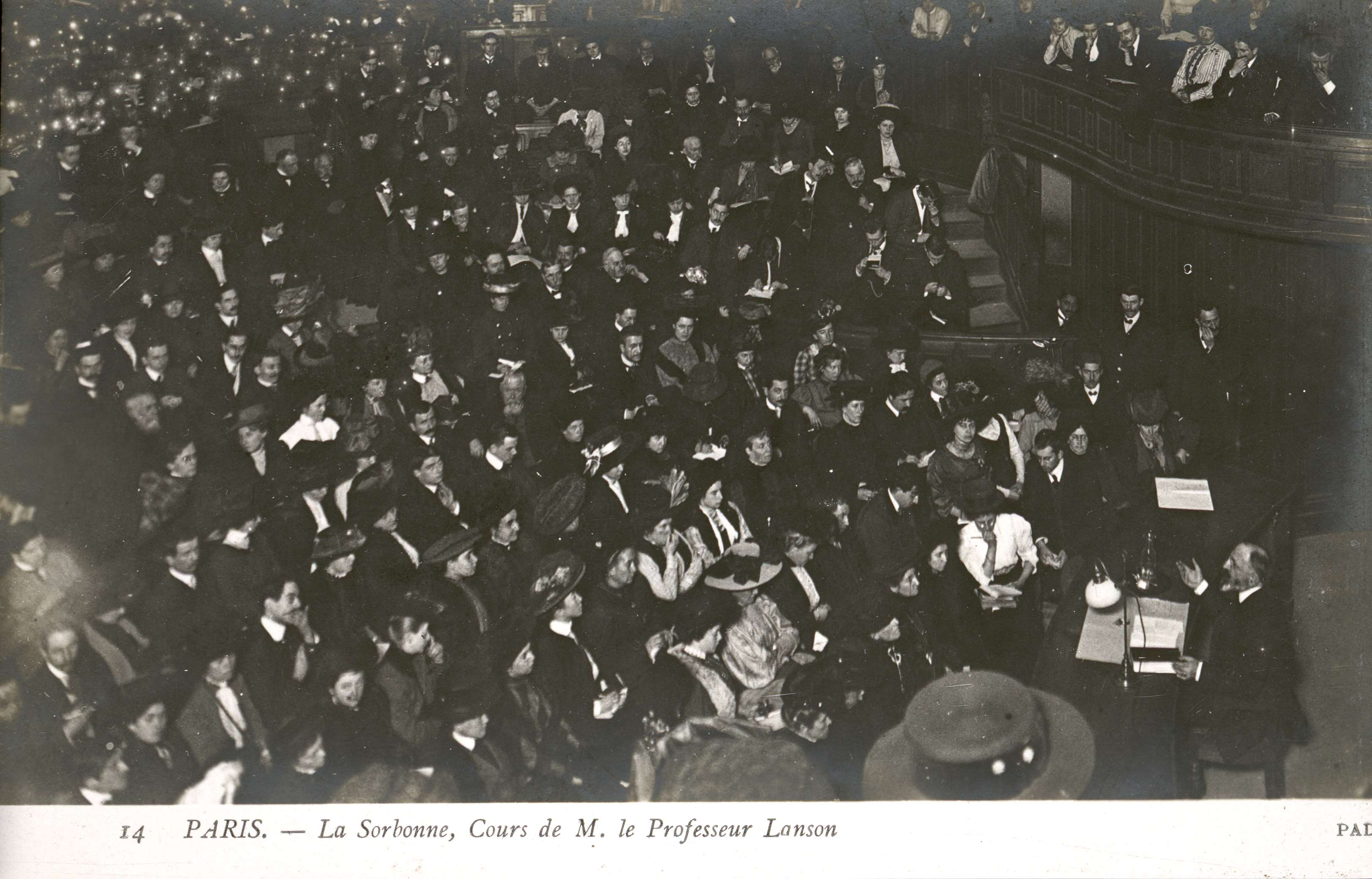
Carte postale d'un cours de Gustave Lanson à La Sorbonne dans l'amphithéâtre Richelieu.

Une fois son doctorat obtenu en 1887, Lanson est nommé professeur de rhétorique au lycée Michelet (1888), puis au lycée Charlemagne en 1890. En 1894, il devient professeur de rhétorique au lycée Louis-le-Grand.
Il est suppléant de Brunetière pour deux de ses conférences à l’ENS (1894-95 et 1896-1900). Chargé de cours d’éloquence française à la Faculté des lettres de Paris (1903-04), il devient professeur d’éloquence française en 1904. De 1910 à 1913, il est assesseur du doyen de la Faculté des lettres de Paris. En 1911, professeur invité à l’université Columbia de New York, il visite les universités américaines.
Gustave Lanson est directeur de l’École normale supérieure de 1919 à 1927. Il tente en vain de persuader Maurice Genevoix d'y reprendre des études, afin de se présenter au concours d'agrégation. Ce dernier refuse, afin d'entreprendre la rédaction de son témoignage de guerre[réf. souhaitée].

## Apports
Figure majeure de la réforme du système universitaire français, et de la critique littéraire jusqu’au milieu du XXe siècle, il est intéressé par les influences sociales et s’oppose aux idées d’Hippolyte Taine. Il apparaît comme un précurseur de la sociocritique. Il s’est attaché en particulier à la dissertation et à l’explication de texte, contribuant à faire de ces lectures détaillées et minutieuses d’extraits un exercice pédagogique et une institution toujours en vigueur dans l’enseignement des lettres. Concernant la réforme du système universitaire, il milite pour un accès plus égalitaire des filles et des garçons aux études. Tout en soutenant la loi Camille Sée, il se prononce pour l'abolition d'un système dual, arguant en 1906 lors de l'admission de Marie Curie comme titulaire d'une chaire d'enseignement supérieur, que :

« Si une femme peut succéder à un homme dans une chaire d’université et prendre rang parmi les professeurs, s’il n’y a qu’un personnel enseignant, il ne peut y avoir deux enseignements, deux corps d’étudiants. Nos facultés doivent être ouvertes aux étudiantes françaises. »

Son Histoire de la littérature française (1894) a longtemps fait autorité. Il a écrit de nombreuses études sur les œuvres de Bossuet, Corneille, Voltaire ou Lamartine, qu’il s’est efforcé de resituer dans leur contexte historique et d’après leur biographie. Dans ce même volume, il a consacré de très importantes pages à Honoré de Balzac, où il a défini la part de réalisme de son œuvre et la part de romantisme.
Il écrivit cette formule dédaigneuse sur Christine de Pisan : « Ne nous arrêtons pas à l’excellente Christine Pisan, bonne fille, bonne épouse, bonne mère, du reste un des plus authentiques bas-bleus qu’il y ait dans notre littérature, la première de cette insupportable lignée de femmes auteurs, à qui nul ouvrage sur aucun sujet ne coûte, et qui pendant toute la vie que Dieu leur prête, n’ont affaire que de multiplier les preuves de leur infatigable facilité, égale à leur universelle médiocrité ». Il faut néanmoins préciser que cette citation s'insère dans un chapitre consacré à la littérature du XVe siècle, siècle mal considéré depuis Michelet, et dont il introduit la littérature par cette phrase. « Le XVe siècle continue et développe les caractères du XIVe : épuisement, dissolution, ou monstrueuse déviation des principes vitaux du moyen âge, intermittente et comme inquiète éclosion de quelques bourgeons nouveaux, effort incomplet et encore entravé des formes futures vers la vie ». Cependant, s'il dénigra Christine de Pisan, plus loin, dans le même ouvrage, il ne tarit pas d'éloges sur l'œuvre de Germaine de Staël, lui consacrant un chapitre entier de « la littérature pendant la Révolution et l'Empire ». S'il critique son style, il loue sa pensée : « Ne lui demandons ni couleur ni énergie sensible, ni rythme expressif, ni forme en un mot ; mais une parole agile, souple, claire qui forme d’ingénieuses combinaisons de signes, qui dégage avec aisance des idées toujours intéressantes, souvent nouvelles ou fécondes, voilà ce que Mme de Staël nous offre : son style, c’est de l’intelligence parlée ».
Il est souvent considéré comme le fondateur de l’histoire littéraire en tant que discipline. Il a publié avec Paul Tuffrau un Manuel illustré d’histoire de la littérature française (1929).
Au cours de sa carrière, il a également collaboré avec plusieurs revues telles que la Revue bleue, la Revue historique, la Revue des Deux Mondes, la Revue d'histoire littéraire de la France, la Revue de Paris, la Revue de métaphysique et de morale.
Son influence a décliné au cours du XXe siècle : le New criticism anglo-saxon, puis la nouvelle critique emmenée par Roland Barthes ont eu raison de son attachement à l’auteur et au déterminisme socio-historique dans l'étude des œuvres littéraires.
En 1931, il est fait grand officier de la Légion d'honneur.

## Jugements
« Distinguer savoir de sentir, je crois bien qu'à cela se réduit la méthode scientifique de l'histoire littéraire" et précise-t-il, "ne pas sentir où l'on peut savoir, et ne pas croire que l'on sait quand on sent »

« Notre étude est historique, notre méthode sera donc la méthode de l'histoire […]. Nos résultats n'auront que la certitude de l'histoire, cette petite science conjecturale »

« Au bout d'un demi-siècle le critérium de l'amusement lit sans valeur ; on étudie les romans, on ne les lit plus »

## Distinctions
- Grand officier de la Légion d'honneur (1931).

## Ouvrages
- Gustave Lanson, Nivelle de La Chaussée et la comédie larmoyante, Paris, Hachette, 1887, 295 p., in-8º (OCLC 25619794, lire en ligne sur Gallica). — Prix Montyon de l’Académie française 1888.
- Gustave Lanson, De Manilio poeta ejusque ingenio, Paris, Hachette, 1887, 98 p., in-8º (OCLC 1040881411, lire en ligne).
- Histoire de la littérature française, Paris, Hachette, 1894, 1182 p.
- Manuel illustré d'histoire de la littérature française (en collaboration avec Paul Tuffrau)
- Manuel bibliographique de la littérature française moderne (1500-1900) (également en CD-ROM)
- Esquisse d’une histoire de la tragédie française.
- L’Art de la prose.
- Corneille, Hachette.
- Les Essais de Montaigne : étude et analyse.
- Le Marquis de Vauvenargues.
- Le Théâtre classique au temps d’Alexandre Hardy.
- Boileau, Hachette, 1892.
- Hommes et livres : études morales et littéraires, 1896.
- Études pratiques de composition française, Hachette, 1898.
- Bossuet : étude et analyse, 1899.
- Choix de lettres du XVIIe siècle, Hachette, 1901.
- Les Origines du drame contemporain. Nivelle de La Chaussée et la comédie larmoyante, 1903.
- Voltaire, Hachette, 1906. — Prix Narcisse-Michaut de l’Académie française 1907.
- Choix de lettres du xviiie siècle, Hachette, 1909
- Extraits des philosophes du XVIIIe siècle, Hachette, 1909
- Conseils sur l’art d’écrire, Hachette, 1913.
- Histoire illustrée de la littérature française, Paris, Hachette, 1923. — Prix de la langue française de l’Académie française 1925.
- Voltaire : lettres philosophiques, 2 vol., 1924.
- Méthodes de l’histoire littéraire, 1925.
- Les Essais de Montaigne. Étude et analyse, Mellottée, 1929.
- Voltaire : extraits, Paris, Hachette, 1930.
- Montesquieu, 1932.
- Lettres choisies des XVIIe et XVIIIe siècles, Paris, Hachette, 1932.

## Liens